# Виноградова, Анна Ивановна
Анна Ивановна Виноградова (15 мая 1917, Торонково, Ярославская губерния — 4 июля 2008, Омск) — передовик советской электронной промышленности, бригадир откатчиков Новосибирского электровакуумного завода Министерства электронной промышленности СССР, Герой Социалистического Труда (1966).

## Биография
Родилась в 1917 году в деревне Торонково (ныне — в Брейтовском районе Ярославской области) в русской крестьянской семье.
Окончила обучение в пяти классах школы. Трудиться начала на заводе № 211 «Светлана» в городе Ленинграде. В 1941 году вместе с заводом была эвакуирована в Новосибирск.
С 1941 по 1967 годы работала на заводе № 617 в Новосибирске. С 1945 года бригадир откатчиков, освоила также профессию сварщик.
Указом Президиума Верховного Совета СССР от 29 июля 1966 года (закрытым) за особые заслуги и высокие производственные достижения в электронной промышленности Александре Семёновне Кондратьевой было присвоено звание Героя Социалистического Труда с вручением ордена Ленина и медали «Серп и Молот».
С 1967 году на пенсии.
С середины 1990-х годов проживала в городе Омске. Умерла 4 июля 2008 года. Похоронена в Омске на Юго-Восточном кладбище.

## Награды
За трудовые успехи была удостоена:
- золотая звезда «Серп и Молот» (29.07.1966)
- орден Ленина (29.07.1966)
- другие медали.